# Vị đắng tình yêu
Vị đắng tình yêu là một bộ phim điện ảnh tâm lý tình cảm Việt Nam năm 1990, sản xuất bởi Hãng phim Giải Phóng do Lê Xuân Hoàng làm đạo diễn. Nội dung phim xoay quanh mối tình ngang trái giữa một chàng sinh viên Y trẻ và nữ nghệ sĩ piano bị phát hiện có mảnh đạn nằm trong đầu, có sự tham gia diễn xuất của Lê Công Tuấn Anh, Lê Hồng Thủy Tiên và Lê Tuấn Anh.
Với kịch bản chấp bút bởi Lê Hoàng và Việt Linh, Lê Công Tuấn Anh đã được mời vào vai chính của bộ phim viết riêng dành cho anh. Vai nữ chính được giao cho Lê Hồng Thủy Tiên, dù khi ấy cô đang là sinh viên chưa qua đào tạo bài bản về diễn xuất. Phần nhạc phim do nhạc sĩ Phú Quang đảm nhận.
Công chiếu lần đầu vào năm 1990, Vị đắng tình yêu đã nhanh chóng tạo nên "cơn sốt" phòng vé khắp cả nước và trở thành bộ phim có doanh thu cao nhất thập niên 1990, đồng thời được đánh giá là một tác phẩm "kinh điển" của điện ảnh Việt Nam. Bộ phim cũng nhận về những đánh giá tích cực từ giới chuyên môn và đem lại cho đoàn phim nhiều giải thưởng nghệ thuật danh giá.
Vị đắng tình yêu được ghi nhận là dấu mốc cho sự ra đời của trào lưu phim mì ăn liền tại Việt Nam đầu thập niên 1990. Vai diễn của Lê Công Tuấn Anh đã trở thành "bước ngoặt" trong sự nghiệp của anh khi anh trở thành "hiện tượng đặc biệt trong làng phim ảnh nước nhà" và sau này được liệt kê vào trong số những vai diễn để đời của nam diễn viên. Sau thành công trên, diễn viên Thủy Tiên cũng có được sự ưu ái đặc biệt từ các hãng phim và tiếp tục đóng vai chính trong ba bộ phim truyện khác.

## Bối cảnh
Cuối thập niên 1980 đầu 1990, điện ảnh Việt Nam rơi vào khủng hoảng nghiêm trọng, số lượng những bộ phim điện ảnh được sản xuất rất ít và không hấp dẫn được khán giả. Tuy nhiên, dòng phim thương mại khi đó lại phát triển vô cùng mạnh mẽ. Tên gọi "phim mì ăn liền" đã được dùng để mô tả dòng phim này giai đoạn thập niên 1990.
Sau khi được nhận vào đoàn kịch nói Kim Cương, Lê Công Tuấn Anh chỉ chủ yếu đảm nhận các vai quần chúng, vai phụ trong những vở kịch của đoàn. Nhờ vai diễn trong hai vở kịch gây tiếng vang khi đó là Nhân danh công lý và Lôi vũ, Lê Công Tuấn Anh dần được các nhà làm phim chú ý. Sau khi rời khỏi đoàn, Lê Công Tuấn Anh sớm có vai diễn nhỏ đầu tay trong bộ phim điện ảnh năm 1989 Tìm vàng của đạo diễn Lê Xuân Hoàng. Sau đó Lê Công cũng đảm nhận một vai nhỏ trong bộ phim Phạm Công – Cúc Hoa ra mắt vào cùng năm, nhưng thời điểm này anh vẫn chưa tạo được sự chú ý. Vì cho rằng bản thân không hợp với điện ảnh, sau khi đóng được vài bộ phim, nam diễn viên đã xin trở lại đoàn kịch.

## Nội dung
Lấy bối cảnh Sài Gòn những năm sau 1975, chuyện phim xoay quanh Lê Quang, một sinh viên trường Y, tình cờ làm quen với nữ sinh viên nhạc viện Anh Phương trong một lần can thiệp để cứu Phương khỏi sự quấy rối của đám lưu manh. Trong khi Quang là một mọt sách "chính hiệu", được bạn bè đặt biệt danh "Đông-ki-sốt" (theo tên gọi nhân vật Don Quijote), thì Phương lại là nghệ sĩ piano ngày ngày đắm mình vào tiếng đàn và tình yêu âm nhạc. Quang sống trong ký túc xá với năm người bạn cùng lớp, lập thành nhóm bạn thân "6 người vì một người, 1 người vì 6 người". Chính nhóm bạn này đã hết lòng ủng hộ tình yêu hai người, giúp đỡ Quang đến được với Phương.
Một ngày nọ, Phương bị phát hiện có một mảnh đạn nằm trong đầu do ảnh hưởng bom đạn từ thời chiến tranh, khiến cô không được phép chơi nhạc và phải từ bỏ niềm đam mê của mình. Khi biết tin, Phương sống trong đau khổ, chết dần chết mòn như một con bệnh. Quang đã làm tất cả để giúp Phương lấy lại niềm vui, thậm chí tạo ra một cuộc phẫu thuật "giả" để đánh lừa Phương và người thân cô rằng đã lấy được mảnh đạn ra khỏi đầu và qua đó đưa Phương trở lại cuộc sống bình thường, trở lại với tình yêu âm nhạc. Nhưng cũng vì thế mà anh đã mất Phương vào tay tình địch Duy Bình, thầy giáo dạy nhạc của Phương. Bình dùng quyền thế gia đình để đưa Quang vào bộ đội trước khi Phương ra viện. Quang ra mặt trận chiến tranh, còn Phương ở nhà bặt tin người yêu, buộc phải lấy Bình và sinh một con gái. Hơn 10 năm sau, Phương trở thành một nghệ sĩ piano nổi tiếng, còn Quang giờ đã là bác sĩ phẫu thuật thạo nghề. Quang vẫn giữ mối tình si, ngày ngày đứng trước cửa sổ nghe Phương đàn. Nhưng rồi mảnh đạn lại khiến Phương tái phát bệnh trở lại và chính Quang đã đưa Phương vào bệnh viện. Lần này, đích thân anh và thầy giáo của mình sẽ mổ để cứu Phương. Cảnh phim kết thúc khi Quang chào bố con Bình để bước vào phòng mổ.

## Diễn viên
- Lê Công Tuấn Anh vai Lê Quang
- Lê Hồng Thủy Tiên vai Anh Phương
- Lê Tuấn Anh vai Duy Bình
- Kim Xuân vai má Phương
- Minh Khương vai con Phương
- Hoàng Sơn vai Hải "râu"
- Phước Sang vai thằng khờ
- Cao Việt Hưng vai Dũng
- Nguyễn Đạt Phi vai Lương
- Lê Cung Bắc vai giáo sư Hùng
- Nguyễn Văn Bảy vai giáo sư Xuân
- Trần Ngọc Phong vai Tuấn "mập"
- Nguyễn Đình Thơ vai hiệu trưởng Quang Phúc
- Hồ Kiểng vai ông già bảo vệ công viên
- Đào Vân Anh vai Lan
- Phương Lan vai cô giáo Loan
- Đạt Phi vai Lương "kều"
- Nguyễn Hậu vai trưởng phòng tổ chức trường nhạc
- Thiệu Ánh Dương vai thanh viên càn quấy
- Phạm Minh Trung vai trưởng phòng tổ chức đại học y khoa
- Minh Lai vai bé trai hàng xóm
- Kim Loan vai bé gái hàng xóm
- Ngọc Đặng vai ông ngoại Phương
- Lâm Kim Tiến vai cu Tèo

## Sản xuất
Bộ phim do Hãng phim Giải phóng sản xuất. Đạo diễn phim là Lê Xuân Hoàng. Đây là tác phẩm cuối cùng trong sự nghiệp của ông bởi sau thời điểm bộ phim đóng máy, đạo diễn Xuân Hoàng đã bất ngờ chết vì bị điện giật tại nhà vào 1990, trước thời gian công chiếu phim. Kịch bản phim được viết bởi Lê Hoàng và Việt Linh; đây là kịch bản đầu tay do Lê Hoàng viết, với tên ban đầu là Hạnh phúc hãy chờ đến sáng.
Lê Công Tuấn Anh, lúc này 23 tuổi, đã bất ngờ nhận được lời mời đóng vai bác sĩ Quang "Đông-ki-sốt" trong bộ phim; vai diễn này cũng được viết riêng cho anh. Lần này, Lê Công đã xin phép rời đoàn kịch một lần nữa để thực hiện bộ phim. Vai nữ chính phim được giao cho Lê Hồng Thủy Tiên, dù khi ấy cô đang là sinh viên và chưa được đào tạo bài bản về diễn xuất. Thủy Tiên được chọn vào vai này vì nhan sắc "hồng mọng và ngọt ngào làm mềm lòng bất cứ người đàn ông nào". Phần nhạc phim do nhạc sĩ Phú Quang phụ trách thực hiện.

## Công chiếu và đón nhận
Bộ phim công chiếu lần đầu vào năm 1990. Sau khi ra mắt, Vị đắng tình yêu đã nhanh chóng tạo nên "cơn sốt" phòng vé khắp cả nước với doanh thu hơn 500 triệu đồng, trở thành tác phẩm có doanh thu cao nhất tại Việt Nam thập niên 1990, đồng thời cũng được đánh giá là một bộ phim "kinh điển" của điện ảnh Việt Nam. Tuy thuộc dòng phim mì ăn liền, song Vị đắng tình yêu vẫn nhận về những đánh giá tích cực từ giới chuyên môn và đem về cho đoàn phim nhiều giải thưởng nghệ thuật danh giá, thành công cả về mặt doanh thu lẫn nghệ thuật.
Hậu thành công của bộ phim, Lê Công Tuấn Anh đã trở thành "thần tượng" giới trẻ và là đối tượng săn đón của nhiều hãng phim nhà nước lẫn tư nhân trong Nam. Vai diễn của Lê Công được coi là "bước ngoặt" trong sự nghiệp của anh khi trở thành "hiện tượng đặc biệt trong làng phim ảnh nước nhà"; là bệ phóng biến Lê Công Tuấn Anh từ một diễn viên nghiệp dư trở thành diễn viên hạng A và vai diễn trong bộ phim là một trong những vai diễn để đời của anh. Biệt danh cho nhân vật Quang "Đông-ki-sốt" nhanh chóng trở thành câu cửa miệng của giới trẻ lúc bấy giờ khi nói về một anh chàng khù khờ nhưng mang trong mình trái tim yêu say đắm. Diễn viên Thủy Tiên nhờ vai diễn trong phim cũng được công chúng biết đến, đồng thời nhận được sự ưu ái đặc biệt của các hãng phim và tiếp tục đóng vai chính trong ba bộ phim khác.
Bài viết trên báo VnExpress đã chỉ ra những lý do cho sự thành công của phim, bao gồm nội dung kịch bản cùng diễn xuất, diễn biến tâm lý của hai nhân vật chính, đồng thời dành lời khen ngợi bộ phim khi "khiến người xem phải thực sự suy nghĩ về những lựa chọn giữa tình yêu và sự hy sinh, giữa niềm tin và tuyệt vọng của tuổi trẻ" thay vì cách "làm phim dễ dãi, lối kể chuyện đơn điệu với những kết thúc có hậu". Bài báo cũng cho biết Vị đắng tình yêu và những tác phẩm cùng thể loại khác khi đó đã "thoả mãn "cơn đói" văn hoá – giải trí của người Việt Nam". Trong cuốn 101 bộ phim Việt Nam hay nhất, nhà phê bình điện ảnh Lê Hồng Lâm cho điểm tác phẩm 8 đến 8,4 trên thang điểm 10, nhận xét kịch bản phim "không quá mới mẻ và mang dáng dấp của một bộ phim lãng mạn dễ rơi vào khuôn sáo", nhưng ghi nhận tác phẩm "vẫn vượt lên sự tầm thường đó" nhờ việc biên kịch đã xây dựng tính cách nhân vật mới mẻ với những lời thoại sắc sảo, duyên dáng. Cuốn sách Hành trình nghiên cứu điện ảnh Việt Nam thì nhận định rằng bộ phim "ít nhiều đều có động chạm đến chiến tranh theo những cách khác nhau". Sách Điện ảnh và bản sắc văn hóa dân tộc xuất bản năm 1998 cũng đánh giá phim có một mô típ "bước qua lời nguyền" và nhân vật Quang là "đậm đà bản sắc dân tộc". Tuy vậy, viết trong sách Văn hóa văn nghệ trong đổi mới, tác giả Nguyễn Trọng Nghĩa lại điểm ra những khiếm khuyết của phim khi "chạy theo đường mòn" và "ít thuyết phục khán giả".

## Di sản
Vị đắng tình yêu được ghi nhận là dấu mốc cho sự ra đời của trào lưu phim mì ăn liền tại Việt Nam đầu thập niên 1990. Báo Dân trí đã khẳng định sức sống của phim "đo bằng cuộc sống [...] song hành cùng cuộc sống" khi cho biết bộ phim về sau này vẫn được nhiều người tìm xem. Một phần phim thứ hai đã được sản xuất và phát hành sau đó vào năm 1991, hợp tác giữa Đài Loan và Việt Nam, do Lê Hoàng làm đạo diễn và Lê Công Tuấn Anh tham gia diễn xuất.
Vào ngày 11 tháng 5 năm 2019, hai thập kỷ kể từ thời điểm phim ra mắt, Vị đắng tình yêu đã được chiếu lại trong một buổi chiếu tổ chức bởi Trung tâm phát triển tài năng Điện ảnh, Hội Điện ảnh Việt Nam, đi kèm là buổi trò chuyện về chủ đề dòng phim mì ăn liền. Trước đó Vị đắng tình yêu cũng được chiếu trực tuyến trên trang Media của trang web điện tử báo Tuổi Trẻ vào ngày 25 tháng 3 năm 2008. Ngày 7 tháng 3 năm 2012, tác phẩm cùng với bộ phim Anh chỉ có mình em, đều do Lê Công Tuấn Anh diễn chính, đã lên sóng trên kênh K+PC vì "[việc phát phim trên sóng truyền hình tốt] hơn việc để phim "chết" trong kho lưu trữ".
Nhận xét về di sản mà cuốn phim để lại, tác giả Hoàng Hường báo VietNamNet cho rằng Vị đắng tình yêu là tác phẩm đầu tiên nổi bật và thành công trong dòng phim mì ăn liền của Việt Nam, khởi đầu cho các phim theo phong cách Hàn Quốc với những cuộc tình tay ba, tay tư. Bài viết trên báo VnMedia cũng nhìn nhận bộ phim đã tạo nên "một bước ngoặt mới" về doanh thu, giải thưởng và giúp tìm ra hàng loạt các diễn viên tài năng tại thời điểm. Nhà biên kịch Trịnh Thanh Nhã, trong buổi hội thảo quốc tế chủ đề "Điện ảnh Việt Nam thời kỳ đổi mới" tổ chức năm 2012 tại Hà Nội, đã nhận định bộ phim là tác phẩm điện ảnh đầu tiên đáp ứng cả hai mặt nhu cầu của người xem thành thị khi "vừa có tính nhẹ nhàng vừa có sức thu hút của loại hình giải trí".

## Giải thưởng và đề cử
| Năm  | Giải thưởng                        | Hạng mục                                        | (Người) đề cử    | Kết quả       | Tham khảo            |
| ---- | ---------------------------------- | ----------------------------------------------- | ---------------- | ------------- | -------------------- |
| 1993 | Liên hoan phim Việt Nam lần thứ 10 | Phim truyện điện ảnh                            | —                | Bông sen vàng | [ 8 ] [ 37 ] [ 41 ]  |
| 1993 | Liên hoan phim Việt Nam lần thứ 10 | Nam diễn viên chính xuất sắc (phim truyện nhựa) | Lê Công Tuấn Anh | Đoạt giải     | [ 23 ] [ 42 ] [ 43 ] |
| 1993 | Liên hoan phim Việt Nam lần thứ 10 | Đạo diễn xuất sắc                               | Lê Xuân Hoàng    | Đoạt giải     | [ 8 ] [ 37 ] [ 44 ]  |
| 1993 | Giải thưởng Hội Điện ảnh Việt Nam  | —                                               | —                | Giải B        | [ 8 ] [ 12 ] [ 45 ]  |